# Самодеев, Иван Андреевич
Иван Андреевич Самодеев (15 апреля 1922 — 7 июля 2001) — водитель бронемашины разведывательной роты 9-й гвардейской механизированной бригады 3-го гвардейского механизированного корпуса 1-го Прибалтийского фронта, гвардии сержант. Герой Советского Союза.

## Биография
Родился 15 апреля 1922 года в селе Калита ныне Броварского района Киевской области в крестьянской семье. Русский. Беспартийный. Окончил четыре класса. Работал трактористом.
В 1941 году призван в ряды Красной Армии. Прошёл обучение в автобронетанковом полку. Воевал на Прибалтийском фронте.
27 июля 1944 года подразделения 9-й гвардейской механизированной бригады в составе других соединений наших войск освободили литовский город Шяуляй. Командир разведывательной роты поставил задачу командирам бронемашин: немедленно выйти на шоссе Шяуляя — Елгава, вклиниться в тыл противника и расчистить путь для продвижения главных сил бригады, не дать возможности фашистам занять подготовленные рубежи. Бронемашина сержанта И. А. Самодеева двигалась в голове колонны. Километрах в двух от города Ионишкиса по головному бронеавтомобилю неожиданно ударила вражеская пушка, и застрочил пулемёт. Командир машины приказал И. А. Самодееву атаковать орудийный расчет. Разведчики вывели из строя пушку и пулемёт.
Продвинувшись километра на три вперед, разведчики на дороге заметили большую колонну вражеских автомашин с войсками. Колонна направлялась на помощь гарнизону Ионишкиса. Командир машины принимает решение проскочить мимо колонны. Броневик И. А. Самодеева продолжал возглавлять колонну. Он двигался вдоль железной дороги. Из Елгавы гитлеровцы выслали бронепоезд, и как только бронеавтомобиль И. А. Самодеева выскочил на открытый участок дороги, раздался орудийный залп. Несколько снарядов разорвалось рядом. Осколки ударили по обшивке. И. А. Самодеев, искусно маневрируя между воронками, продолжал двигаться. Вдруг снаряд разорвался у передних колес машины и вывел из строя рулевое управление. Второй снаряд попал в броневик. И. А. Самодеева ранило в голову, спину и руку. Он потерял сознание.
Товарищи вытащили из кабины разбитого броневика и отправили в медико-санитарный батальон. В ту ночь разведывательная рота продвинулась более чем на 80 километров, расчистив путь бригаде. Экипаж бронеавтомобиля, который вёл И. А. Самодеев, с честью выполнил приказ командования.
Указом Президиума Верховного Совета СССР от 24 марта 1945 года за успешные действия в разведке, в ходе которой одним из первых ворвался в город Ионишкис и в уличном бою, будучи тяжело ранен, продолжал биться с врагом, уничтожив 18 автомашин, 4 тягача, 3 мотоцикла и много живой силы противника, гвардии сержанту Ивану Андреевичу Самодееву присвоено звание Героя Советского Союза с вручением ордена Ленина и медали «Золотая Звезда».
В 1946 году И. А. Самодеев демобилизован. Жил в станице Мирская Кавказского района Краснодарского края. Работал в совхозе. Умер 7 июля 2001 года.
Награждён орденами Ленина, Отечественной войны 1-й степени, Красной Звезды, Славы 3-й степени, медалями.

## Память
Имя воина-водителя, Героя Советского Союза Самодеева И. А. увековечено на стене памяти Уссурийского высшего военного автомобильного командного училища.